# Hydatoda

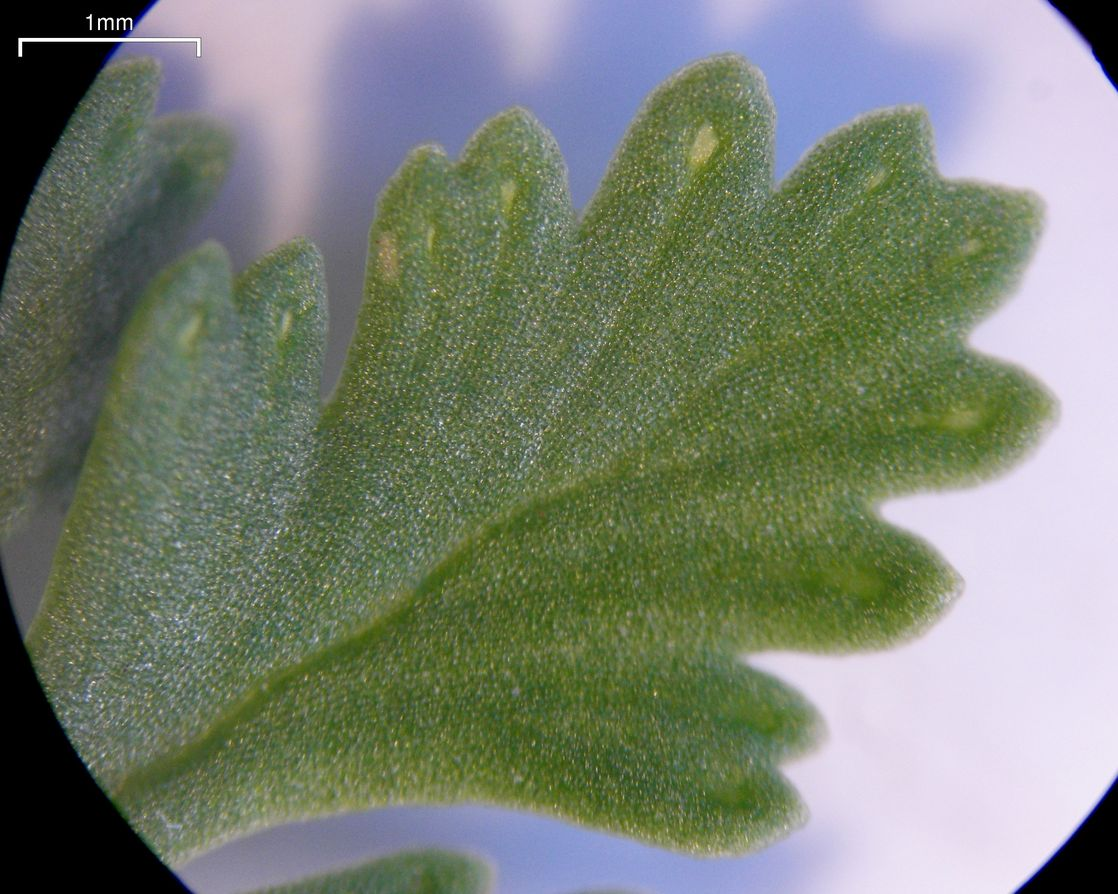
Detail listu jinořadce Cryptogramma acrostichoides s nápadnými hydatodami na koncích žilek.

Hydatoda je typ rostlinného vyměšovacího pletiva některých vývojově pokročilejších rostlin. Hydatody jsou otvory, které umožňují výdej kapalné vody skrz pokožku. Tento jev se nazývá gutace. Jsou to vodní skuliny, bez možnosti uzavření. Hydatody navazují na rostlinné cévy a vyvinuly se pravděpodobně z modifikovaných průduchů. Okolo hydatod je epithem, řídké parenchymatické pletivo.
Kapalina uvolněná z hydatod obsahuje nejen vodu, ale i soli, sacharidy a organické sloučeniny. Proto je na listech s hydatodami někdy patrná bílá práškovitá vrstvička (zejména u halofytů).